# Jharsuguda (district)
Jharsuguda is een district van de Indiase staat Odisha. Het district telt 509.056 inwoners (2001) en heeft een oppervlakte van 2202 km².

## Economie
De staalproducent Bhushan Power and Steel heeft een fabriek in Jharsuguda. Sinds 2019 is het een onderdeel van de Indiase staalgroep JSW Steel.
Angul · Balangir · Baleshwar · Bargarh · Bhadrak · Boudh · Cuttack · Debagarh · Dhenkanal · Gajapati · Ganjam · Jagatsinghpur · Jajpur · Jharsuguda · Kalahandi · Kandhamal · Kendrapara · Kendujhar · Khordha · Koraput · Malkangiri · Mayurbhanj · Nabarangpur · Nayagarh · Nuapada · Puri · Rayagada · Sambalpur · Subarnapur · Sundargarh